# Rio Zuari
O rio Zuari (em concani:  जुवारी Zuvari, pronunciado [zuwəːriː]), ou também Zuarim, é um curso de água no Estado indiano de Goa. Nasce na cordilheira dos Gates Ocidentais, quase no planalto do Decão, e corre em direção a sudoeste, vindo a desaguar no Oceano Índico, entre as cidades de Vasco da Gama e Pangim.
Juntamente com o rio Mandovi - com o qual está ligado pelo canal Cumbarjem - constitui a principal fonte de água para a agricultura de Goa. Nas regiões do interior, esse rio também é conhecido como Aghanashani.